# Widerruf (Recht)
Der Widerruf bezeichnet im Privatrecht die Ausübung verschiedener Gestaltungsrechte, die dem Berechtigten die Möglichkeit geben, die rechtliche Bindung an seine Willenserklärung aufzuheben oder zu verhindern. Eine besonders wichtige Art des Widerrufsrechts ist dabei das Widerrufsrecht bei Verbraucherverträgen, d. h. das Recht des Verbrauchers, sich und den Unternehmer von der Bindung an die auf den Abschluss eines Verbrauchervertrags gerichteten Willenserklärungen zu lösen. 
Der Widerruf eines Verwaltungsakts ist in § 49 ff. VwVfG geregelt.

## Widerrufsrechte im BGB

### Allgemeiner Teil
- Widerruf einer Vorstandsbestellung (§ 27 Abs. 2 Satz 1 BGB)
- Widerruf eines Stiftungsgeschäfts bis zur Anerkennung der Rechtsfähigkeit (§ 81 Abs. 2 BGB)
- Widerruf bei bestimmten genehmigungspflichtigen Geschäften (§ 109 Abs. 1 Satz 1, § 178 Satz 1 BGB)
- Widerruf bei noch nicht zugegangenen oder gleichzeitig mit der Widerrufserklärung zugehenden Willenserklärungen (§ 130 Abs. 1 Satz 2 BGB)
- Widerruf einer Vollmacht (§ 168 Satz 2, § 171 Abs. 2 BGB)
- Widerruf einer Einwilligung (§ 183 Satz 1 BGB)

### Schuldrecht
- Widerruf bei Verbraucherverträgen (§§ 312 ff., §§ 355 ff., §§ 485, 495, 499 und 510 BGB)
- Widerruf einer Schenkung (§ 530 BGB)
- Widerruf einer Einwilligung in medizinische Maßnahmen (§ 630d Abs. 3 BGB)
- Widerruf einer Auslobung (§ 658 Abs. 1 Satz 1 BGB)
- Widerruf eines Auftrags (§ 671 Abs. 1 Alt. 1 BGB)
- Widerruf von Zahlungsvorgängen (§ 675j Abs. 2 BGB)
- Widerruf einer Anweisung (§ 790 BGB)

### Sachenrecht
- Widerruf einer Auflassung (§ 873 Abs. 2 BGB)
- Widerruf einer dinglichen Einigung gem. § 929 Satz 1 BGB[1]

### Familienrecht
- Widerruf einer Erklärung über die Beifügung eines Begleitnamens (§ 1355 Abs. 4 Satz 4 Hs. 1 BGB)
- Widerruf bei bestimmten genehmigungspflichtigen Geschäften (§ 1366 Abs. 2, § 1427 Abs. 2, § 1453 Abs. 2, § 1830 BGB)
- Widerruf einer Vaterschaftsanerkennung (§ 1597 Abs. 3 BGB)
- Widerruf einer Einwilligung des Kindes in die Adoption (§ 1746 Abs. 2 Satz 1 BGB)
- Widerruf einer Patientenverfügung (§ 1901a Abs. 1 Satz 3 BGB)

### Erbrecht
- Widerruf eines Testaments (§ 2253 BGB)

## Widerrufsrecht bei Verbraucherverträgen

### Allgemeines
Das Widerrufsrecht bei Verbraucherverträgen ist eine Ausnahme von dem Grundsatz pacta sunt servanda, wonach beide Parteien an ihren Vertrag gebunden sind. Anders als beispielsweise bei der Anfechtung wegen Irrtums, falscher Übermittlung, Täuschung oder Drohung (§§ 119 ff. BGB) ermöglicht der Widerruf jedoch eine Lösung vom Vertrag ohne objektivierbaren Grund.
Das Widerrufsrecht verlangt vom Unternehmer die Bereitstellung einer Widerrufsbelehrung für den Verbraucher, bevor es zu einem Vertragsabschluss zwischen beiden Parteien kommt.
Das Widerrufsrecht bei Verbraucherverträgen ist in § 355 ff. BGB normiert, zuletzt umfangreich geändert mit Wirkung zum 13. Juni 2014 durch Art. 1 und 2 des Gesetzes zur Umsetzung der Verbraucherrechterichtlinie und zur Änderung des Gesetzes zur Regelung der Wohnungsvermittlung mit dem die EU-Verbraucherrechterichtlinie umgesetzt wurde.
Das Widerrufsrecht bei Verbraucherverträgen ist ein besonders ausgestaltetes Rücktrittsrecht. Es lässt dabei andere Rücktrittsrechte unberührt. Der Verbraucher kann also auch nach Verstreichen der gesetzlichen Widerrufsfristen bei Vorliegen der entsprechenden Gründe vom Vertrag zurücktreten.

### Bestehen des Widerrufsrechts

#### Verbrauchereigenschaft
Ein Verbraucher im Sinne des § 13 BGB kann nur eine natürliche Person sein, die ein Rechtsgeschäft, beispielsweise einen Kaufvertrag, abschließt, der nicht überwiegend ihrer gewerblichen oder selbständigen beruflichen Tätigkeit, sondern der privaten Bedarfsdeckung zuzuordnen ist. Unternehmer gem. § 14 Abs. 1 BGB ist hingegen, wer bei Abschluss eines Rechtsgeschäfts gerade in Ausübung seiner gewerblichen oder selbständigen beruflichen Tätigkeit handelt.

#### Anwendungsbereich § 355 BGB
§ 355 BGB regelt zu Zwecken des Verbraucherschutzes das Widerrufsrecht bei bestimmten Verträgen eines Verbraucher, z. B. eines Käufers, gegenüber einem Unternehmer, z. B. einem Versandhändler. Das Widerrufsrecht des § 355 BGB gilt kraft Gesetzes bei außerhalb von Geschäftsräumen geschlossenen Verträgen und bei Fernabsatzverträgen (§ 312g Abs. 1 BGB). Bürgschaftsverträge fallen nach Ansicht des Bundesgerichtshofs nicht in den Anwendungsbereich des § 312 Abs. 1 BGB, weil sie einseitig den Bürgen verpflichten und damit keine entgeltliche Leistung des Unternehmers zum Gegenstand haben. Auch eine Erstreckung des Widerrufsrecht gem. §§ 355 Abs. 1, 312g Abs. 1, 312 Abs. 1 BGB im Wege der Analogie oder einer richtlinienkonformen Auslegung scheide aus, was von der Literatur als Verstoß gegen die zugrunde liegende Richtlinie 2011/83/EU kritisiert wird.
In den durch § 312g Abs. 2 BGB bestimmten Fällen besteht kein generelles Widerrufsrecht, sofern die Vertragsparteien nicht ein solches ausdrücklich vereinbart haben. Einige Fälle wirken als Ausschlussgründe und lassen das Widerrufsrecht gar nicht erst entstehen. Andere Fälle bedingen bestimmte Handlungen des Empfängers der Leistung und bringen damit ein eventuell bestehendes Widerrufsrecht zum Erlöschen. So besteht beispielsweise grundsätzlich kein Widerrufsrecht bei der Lieferung von leichtverderblichen Waren (Ausschluss). Verträge zur Lieferung von Ton- oder Videoaufnahmen können jedoch widerrufen werden, es sei denn, eine bestehende Versiegelung der Waren wurde entfernt (Erlöschen). Zusätzlich kann nach § 356 das Widerrufsrecht bei Verträgen über die Lieferung von Daten durch direkten Datentransfer erlöschen.
Auch andere Rechtsvorschriften (Verbraucherdarlehensvertrag gem. § 495 BGB oder nach § 305 des Kapitalanlagegesetzbuchs (§ 312g Abs. 3 BGB)) billigen dem Verbraucher ein Widerrufsrecht nach § 355 BGB mit teilweise abweichenden Fristen zu. Dann treten eventuelle Widerrufsrechte aus § 312g zurück, der Verbraucher erhält also nur einmal ein Widerrufsrecht.

### Widerrufsfrist
Um wirksam zu werden, muss das Widerrufsrecht innerhalb der Widerrufsfrist ausgeübt werden. Zur Wahrung der Widerrufsfrist genügt die Absendung des Widerrufs vor Fristablauf.
Die Widerrufsfrist beträgt einheitlich 14 Tage und beginnt frühestens, wenn der Verbraucher eine wirksame Widerrufsbelehrung erhalten hat, im Fernabsatz laut § 356 Abs. 2 BGB jedoch nicht vor Eingang der Ware beim Empfänger. Beim Fernabsatz gilt außerdem, dass sie bei wiederkehrenden Lieferungen gleichartiger Waren bereits bei Eingang der ersten Teillieferung beginnt, aber bei unterschiedlichen Waren einer Bestellung erst beim Eingang der letzten Teillieferung.
Außerdem beginnt nach § 187 BGB eine Frist erst am Folgetag und bei Sonntagen, Feiertagen oder Samstagen laut § 193 BGB am darauf folgenden Werktag. Beispiel:
Ein Verbraucher bestellt an einem Dienstag zwei nicht zusammenhängende Waren und erhält die Widerrufsbelehrung noch am selben Tag per E-Mail. Die erste Ware ist sofort lieferbar und erreicht den Verbraucher bereits am Mittwoch, während die zweite Ware erst am Samstag eingeht. Die erste Frist beginnt nun am Donnerstag und die zweite Frist beginnt am folgenden Montag (Werktag), da die zweite Lieferung erst am Samstag eintraf und der Folgetag ein Sonntag gewesen wäre. (Bei zusammenhängender Ware, z. B. einer zusammengehörenden Küche, beginnt die Frist erst am folgenden Werktag der letzten Teillieferung)
Bei im Online-Handel geschlossenen Verträgen, beispielsweise zeitgesteuert wie bei dem Anbieter eBay, ist eine unverzüglich nach dem Vertragsabschluss erfolgende Widerrufsbelehrung einer solchen vor Vertragsabschluss gleichgestellt und erlaubt daher eine Widerrufsfrist von wiederum 14 Tagen. Dabei ist die Anforderung an eine 'unverzügliche’ Übersendung dieser Belehrung nicht klar geregelt. Eine Zeitspanne von maximal 24 Stunden gilt hierfür jedoch allgemein als ausreichend. Insbesondere bei Verwendung automatisierter Systeme zur Abwicklung eingegangener Aufträge/Käufe muss der Händler jedoch auf eine korrekte Übersendung der Widerrufsbelehrung im Rahmen dieser automatischen Reaktion achten.
Bei eBay ist dabei allerdings noch unklar, wann ein Vertrag zu Stande kommen soll: So ist das Landgericht Dortmund in einem Verfahren auf Erlass einer einstweiligen Verfügung der Auffassung eines Antragstellers gefolgt, dass bereits bei der Abgabe des ersten Gebotes ein Vertrag zustande kommt. Somit wäre eine Widerrufsbelehrung, die zwar kurzzeitig nach Auktionsende, gleichwohl aber erheblich nach Abgabe des ersten Gebots erfolgt, zu spät. Die Auffassung des Landgerichts Dortmund findet man allerdings bei anderen Gerichten nicht wieder, die den Vertragsschluss erst bei Auktionsende erkennen. Gleichwohl fehlt eine eindeutige Einschätzung des Bundesgerichtshofs bisher.
Bis zur Ausübung oder dem Erlöschen des Widerrufsrechts durch Fristablauf befindet sich der Vertrag in einem Schwebezustand, der mit den Worten „schwebend wirksam“ beschrieben werden kann: Er gilt als wirksam, wobei dies jedoch unter dem Vorbehalt steht, dass der Vertrag jederzeit durch Ausübung des Widerrufsrechts untergehen kann.
Für den Beginn der Widerrufsfrist trägt der Unternehmer die Beweislast (§ 361 Abs. 3 BGB).
Das Widerrufsrecht des Verbrauchers erlischt jedenfalls spätestens 12 Monate und 14 Tage ab Erhalt der Ware (im Fernabsatz) oder nach dem
Vertragsschluss (§ 356 Abs. 3 Satz 2 BGB), auch wenn der Unternehmer den Verbraucher nicht über das Widerrufsrecht belehrt hat.

### Widerrufserklärung
Der Widerruf bedarf gemäß § 355 BGB keiner Begründung, muss aber durch eine Widerrufserklärung, aus der der Entschluss des Verbrauchers zum Widerruf des Vertrags eindeutig hervorgeht, erfolgen. Die Einhaltung der Textform ist nicht erforderlich, allerdings reicht ein bloßes Zurücksenden der Ware ohne Widerrufserklärung nicht aus. Der Gesetzgeber stellt ein Muster-Widerrufsformular zur Verfügung, das der Unternehmer dem Verbraucher übermitteln (Art. 264a § 1 Abs. 2 Nr. 1 EGBGB, § 312d Abs. 1 BGB) und dessen Zugang er dem Verbraucher nach Ausübung des Widerrufsrechts bestätigen muss (§ 356 Abs. 1 Satz 2 BGB).
Die Beweislast für die Ausübung des Widerrufsrechts obliegt dem Verbraucher.

#### Teilwiderruf
Bei Verträgen über eine objektiv teilbare Leistung, etwa bei Bestellung mehrerer Artikel gleichzeitig, darf sich der Widerruf nach dem Fernabsatzgesetz auch auf einen Teil der Bestellung beschränken. Ob diese Rechtsprechung auf die seit dem 13. Juni 2014 geltende Rechtslage übertragbar ist, ist noch nicht geklärt, aber im Interesse des Verbraucherschutzes wünschenswert und wird von Händlerseite in der Regel akzeptiert.

### Rechtsfolgen des Widerrufs
Die Rechtsfolgen des Widerrufs ergeben sich aus § 357 BGB: Wenn der Verbraucher sein Widerrufsrecht wirksam ausübt, sind er und der Unternehmer nicht mehr an ihre auf den Abschluss des Vertrags gerichteten Willenserklärungen gebunden, so dass kein wirksamer Vertrag zustande kommt.
Die empfangenen Leistungen (Ware und Kaufpreis) sind spätestens 14 Tage nach Zugang des Widerrufs zurückzugewähren. Bei einem Verbrauchsgüterkauf hat der Unternehmer ein Zurückbehaltungsrecht an der Rückzahlung, bis er die Waren zurückerhalten hat oder der Verbraucher den Nachweis erbracht hat, dass er die Waren abgesandt hat.
Der Verbraucher trägt unabhängig vom Warenwert (nur) die unmittelbaren Kosten der Rücksendung, wenn der Unternehmer ihn darüber informiert hat. Die vor dem 13. Juni 2014 geltende 40 €-Klausel nach § 357 Abs. 2 BGB a.F. wurde abgeschafft. Der Unternehmer kann sich jederzeit, auch in seinen AGB oder z. B. nach Sendungseingang, bereit erklären, die Rücksendekosten zu tragen. Sind die Waren, die nicht paketversandfähig sind, zur Wohnung des Verbrauchers geliefert worden (beispielsweise Möbel oder große Haushaltsgeräte), ist der Unternehmer bei außerhalb von Geschäftsräumen geschlossenen Verträgen verpflichtet, die Waren auf eigene Kosten abzuholen (§ 357 Abs. 6 BGB). Bei Fernabsatzverträgen (wie im Internetversandhandel) ist § 357 Abs. 6 BGB hingegen nicht anwendbar.
Hat der Unternehmer den Verbraucher ordnungsgemäß und umfassend über die Bedingungen, die Fristen und das Verfahren für die Ausübung des Widerrufsrechts nach § 355 Abs. 1 BGB sowie das Muster-Widerrufsformular in der Anlage 2 belehrt (Art. 246a § 1 Abs. 2 Satz 1 Nr. 1 EGBGB), kann er Wertersatz vom Verbraucher verlangen, wenn an der Ware ein Wertverlust eingetreten ist. Dafür muss das Verbraucherverhalten über das zur Prüfung der Beschaffenheit, der Eigenschaften und der Funktionsweise der Waren Notwendige hinausgegangen sein (§ 357 Abs. 7 BGB). Zu Hause darf der Verbraucher jedoch alles tun, um zu testen, ob die Ware passt und funktioniert, er darf z. B. Packungen aufreißen, gelieferte Möbel zusammenbauen oder Hardware an seinen Computer anschließen. Das gilt auch dann, wenn die Ware durch das Prüfen für den Unternehmer praktisch unbrauchbar wird, weil er sie in diesem Zustand nicht mehr als neuwertig weiterverkaufen kann.
Der Verbraucher darf die Ware aber nicht über das zur Warenprüfung hinausgehende Maß benutzen oder beschädigen, so dass sie für den Unternehmer nur noch mit Preisabschlägen oder gar nicht mehr verkäuflich ist.
Der Europäische Gerichtshof hatte bereits im Jahr 2009 eine generelle Wertersatzpflicht abgelehnt.
Da der Anspruch auf Wertersatz für den Unternehmer praktisch schwer durchsetzbar ist, sind entsprechende Verluste regelmäßig von vornherein in den Preis der Waren einkalkuliert.
Tatsächliche Schwierigkeiten mit dem Widerrufsrecht ergeben sich im Umgang mit digitalen Gütern, vor allem bei Einsatz von Blockchain und NFT. Die Abbildung von Widerrufsrechten beispielsweise in Smart Contracts vor allem bei internationalem Handel ist bislang ungeklärt.

### Rückgaberecht bis Juni 2014
In bestimmten Fällen konnte bis zur Gesetzesänderung im Juni 2014 der Unternehmer dem Kunden anstelle des Widerrufsrechts ein Rückgaberecht einräumen, nämlich bei Vertragsschlüssen auf Grund eines Verkaufsprospekts. Der Verkaufsprospekt (Katalog, Postwurfsendung, Internetkatalog) musste eine deutlich gestaltete Belehrung über das Rückgaberecht enthalten. Es konnte ab dem Erhalt der Ware innerhalb der 14-tägigen Widerrufsfrist nur durch Rücksendung der Sache ausgeübt werden. Wurde die Belehrung erst nach
Vertragsschluss mitgeteilt, so betrug die Widerrufsfrist einen Monat. Sofern der Verbraucher gar nicht oder nicht ordnungsgemäß über sein Widerrufsrecht belehrt worden war, galt das Widerrufsrecht zeitlich unbefristet. Sofern der Kaufpreis für die Ware weniger als 40 Euro betrug, hatte der Verbraucher die Kosten der Rücksendung zu tragen.
Zum 13. Juni 2014 ist das Rückgaberecht entfallen.

## Datenschutzrecht
Gem. Art. 7 Abs. 3 der Datenschutz-Grundverordnung (DSGVO) hat die betroffene Person das Recht, ihre Einwilligung zur Verarbeitung personenbezogener Daten jederzeit zu widerrufen. 